# GRID1
GRID1‏ (Glutamate ionotropic receptor delta type subunit 1) هوَ بروتين يُشَفر بواسطة جين GRID1 في الإنسان.